# Curtis Amy
Curtis Amy (* 11. Oktober 1929 in Houston, Texas; † 5. Juni 2002 in Los Angeles, Kalifornien) war ein US-amerikanischer Tenor- und Sopransaxophonist und Flötist des Hardbop und Soul Jazz.

## Leben
Curtis Amy lernte zunächst Klarinette, ging dann zur Army, und wechselte in dieser Zeit zum Tenorsaxophon. Nach seiner Entlassung studierte er am Kentucky State College. Er arbeitete als Musiklehrer in Tennessee und spielte gleichzeitig in Jazzclubs des amerikanischen Mittelwestens. Mitte der 1950er Jahre zog er nach Los Angeles und nahm von 1960 bis 1963 eine Reihe von Alben für Pacific Jazz Records auf, wie die Alben The Blues Message und Meetin’ Here. Auf Groovin’ Blue wirkten auch Carmell Jones und Bobby Hutcherson mit. Aufsehen erregte sein Album Katanga, vor allem durch die Mitwirkung des Trompeters Dupree Bolton. Amy war zu dieser Zeit kaum außerhalb Los Angeles’ bekannt.
Curtis Amy war mit der Sängerin Merry Clayton verheiratet. Mitte der 1960er arbeitete er für Ray Charles, später dann als Studiomusiker und wirkte 1969 mit einem kurzen Solo an dem Doors-Song Touch Me mit, nahm aber auch 1971 für Carole King (z. B. So Far Away als Flötist auf ihrem Album Tapestry), Marvin Gaye, Tammi Terrell, Smokey Robinson oder Lou Rawls auf. Sein letztes Werk war das Album Peace for Love von 1994, auf dem Gastmusiker wie Frank Strazzeri und Leon Ndugu Chancler mitwirkten.

## Diskographie
- The Blues Message aka This Is The Blues (Kimberly 1960) mit Paul Bryant
- Groovin’ Blue (Pacific Jazz 1961) mit Frank Butler, Bobby Hutcherson, Carmell Jones
- Way Down (Pacific Jazz 1962) mit Victor Feldman
- Tippin’ On Through - Recorded ”Live” At The Lighthouse (Pacific Jazz 1962)
- Katanga! (Pacific Jazz 1963) mit Dupree Bolton, Marcus Belgrave, Ray Crawford
- Sounds Of Hollywood (Palomar 1965)
- Mustang (Verve 1966)
- Peace for Love (Fresh Sound Records, 1994)